# Tramolé
Tramolé is een gemeente in het Franse departement Isère (regio Auvergne-Rhône-Alpes) en telt 474 inwoners (1999). De plaats maakt deel uit van het arrondissement Vienne.
In 2018 was het aantal inwoners 768.

## Geografie
De oppervlakte van Tramolé bedraagt 6,9 km², de bevolkingsdichtheid is 68,7 inwoners per km².
De onderstaande kaart toont de ligging van Tramolé met de belangrijkste infrastructuur en aangrenzende gemeenten.

## Demografie
Onderstaande figuur toont het verloop van het inwonertal (bron: INSEE-tellingen).